# Qualificazioni al campionato mondiale femminile di calcio 2019
Questa voce raccoglie un approfondimento sulle gare di qualificazione alla fase finale del campionato mondiale femminile di calcio 2019.

## Formula
Al campionato mondiale femminile di calcio 2019 il numero di squadre partecipanti è 24. La distribuzione dei posti per le sei federazioni è stato approvato dalla FIFA nel consiglio del 13-14 ottobre 2016 e ufficializzato con apposita circolare dell'11 novembre 2016. L'unica variazione rispetto all'edizione precedente è nella federazione organizzatrice del torneo: CONCACAF con il Canada nel 2015, UEFA con la Francia nel 2019.
- AFC (Asia): 5 posti,
- CAF (Africa): 3 posti,
- CONCACAF (Centro e Nord America, Caraibi): 3 posti,
- CONMEBOL (Sud America): 2 posti,
- OFC (Oceania): 1 posto,
- UEFA (Europa): 8 posti,
- nazione ospitante (Francia): 1 posto,
- Spareggio tra CONCACAF e CONMEBOL: 1 posto.

## AFC
Partecipano:
- 20 squadre.

Si qualificano:
- 5 squadre.

- Australia
- Cina
- Corea del Sud
- Giappone
- Thailandia

## CAF
Partecipano:
- 25 squadre.

Si qualificano:
- 3 squadre.

- Nigeria
- Sudafrica
- Camerun

## CONCACAF
Si qualificano:
- 3 squadre.

- Stati Uniti
- Canada
- Giamaica

## CONMEBOL
Si qualificano:
- 3 squadre.

- Brasile
- Cile
- Argentina

## OFC
Si qualifica:
- 1 squadra.
- Nuova Zelanda

## UEFA
Partecipano:
- 45 squadre.

Si qualificano:
- 9 squadre.
- Francia (paese organizzatore)
- Spagna
- Italia
- Inghilterra
- Scozia
- Norvegia
- Svezia
- Germania
- Paesi Bassi

## Spareggio CONCACAF-CONMEBOL
Allo spareggio hanno preso parte l'Argentina, terza classificata nella Coppa America 2018, e il Panama, quarto classificato nella CONCACAF Women's Championship 2018. La vincitrice si è qualificata al campionato mondiale. Il sorteggio per definire chi giocava in casa la gara di andata si è tenuto a Zurigo il 9 giugno 2018. La gara di andata si è disputata l'8 novembre 2018 e la gara di ritorno il 13 novembre 2018.
| Squadra 1 | Totale | Squadra 2 | Andata | Ritorno |
| --------- | ------ | --------- | ------ | ------- |
| Argentina | 5 - 1  | Panama    | 4 - 0  | 1 - 1   |

| Arbitro: | Jana Adámková |

|                                                           |           |  |
| Larroquette 20’ Stábile 26’, 90+7’ (rig.) Rodríguez 90+4’ | Marcatori |  |

| Arbitro: | Kateryna Monzul |

|           |           |                |
| Mills 37’ | Marcatori | 65’ Bonsegundo |